# 摩甘·格里菲斯
摩甘·格里菲斯（英語：Morgan Griffith；1958年3月15日—）是美国的一位政治人物。自2011年開始，他是維珍尼亞州第九國會選區選出的聯邦眾議員。他的黨籍是共和黨。格里菲斯出生在宾夕法尼亚州的費城。